# Saint-Louis (Île-du-Prince-Édouard)
Pour les articles homonymes, voir Saint-Louis.
Saint-Louis est une communauté dans le comté de Prince sur l'Île-du-Prince-Édouard, au Canada, au nord-ouest d'Alberton.
Le village est à l'ouest du croisement de la route 155 et la route 152, à 150 kilomètres de Charlottetown, la capitale provinciale.
Saint-Louis inclut les petites communautés de Kildare Station, Smith Road et Union Road.
Le village est dans la circonscription fédérale d'Egmont et les circonscriptions provinciales de Tignish-Palmer Road et de Alberton-Roseville.

## Démographie
En 2011, Saint-Louis avait une population de 51 habitants vivant dans 26 maisons. La communauté a une superfécie de 0.62 km2 et une densité de population de 82.7 habitants par km2.
| 2001 | 2006 | 2011 | 2016 |
| ---- | ---- | ---- | ---- |
| 98   | 80   | 51   | 66   |

## Éducation
École élémentaire de Saint-Louis est la seule école de la communauté. Elle est administrée par la Western School Board. Elle offre des classes d'immersion en anglais ou en français pour les étudiants de Saint-Louis et des communautés comme Saint Edward, Miminegash, Pleasant View, Waterford, Palmer Road et DeBlois. C'était la première école à offrir l'immersion française dans la province.